# Robinson-Anellierung
Die Robinson-Anellierung  ist eine Namensreaktion der Organischen Chemie und benannt nach dem britischen Chemiker und Träger des Nobelpreises für Chemie Robert Robinson. Die Reaktion ermöglicht es, Ketone und α,β-ungesättigte Ketone im basischen Milieu umzusetzen. Dabei wird ein Sechsring gebildet und es wird ermöglicht, organische Verbindungen um einen Sechsring zu erweitern. Andere Ringgrößen sind dabei nicht möglich. Die Robinson-Anellierung besteht dabei aus zwei entscheidenden Reaktionsschritten: einer Michael-Addition und der anschließenden Aldolkondensation.

## Reaktionsmechanismus
Die Robinson-Anellierung wird in diesem Abschnitt anhand eines Cyclohexanonderivats und einem ungesättigten Pentanon erklärt. 
Die ersten Schritte der Robinson-Anellierung sind der Michael-Addition gleich. Das Cyclohexanon-Derivat 1 wird zunächst durch eine Base in α-Stellung zur Carbonylgruppe deprotoniert. Dabei entsteht das Enolat 2, welches nucleophil das α,β-ungesättigte Keton angreift. Nach Protonierung entstehen das 1,5-Diketon 4 sowie erneut die Base, was dessen Rolle als Katalysator zeigt. Die weiteren Schritte gehören zu einer Aldolreaktion. Das 1,5-Diketon 4 wird erneut durch die Base in α-Stellung deprotoniert. Daraufhin findet ein Ringschluss statt, indem das Enolat 5 die andere im Molekül befindliche Carbonylgruppe angreift. Nach Protonierung des Alkoholates 6 bildet sich das β-Hydroxyketon 7 (Aldol), das unter Wasserabspaltung das α,β-ungesättigte Keton 8 ergibt.
Nach Abschluss der Reaktion entsteht wieder eine ungesättigte Carbonylverbindung, die als sogenannter Michaelakzeptor als Ausgangspunkt für eine weitere Robinson-Anellierung dienen kann. Diese Methode eignet sich insbesondere zum Aufbau von Steroidgerüsten.

## Varianten
Das Wieland-Miescher-Keton ist an sich racemisch. 
Wenn man die Robinson-Anellierung jedoch mit Hilfe von L- oder D-Prolin katalysiert – also einen chiralen enantiomerenreinen organischen Katalysator einsetzt –  entsteht in einer enantioselektiven Reaktion (Hajos-Parrish-Eder-Sauer-Wiechert-Reaktion genannt) das (R)- oder (S)-Enantiomer des Wieland-Miescher-Ketons bevorzugt.